# Einer flog über das Kuckucksnest (Roman)
Einer flog über das Kuckucksnest (englischer Originaltitel: One Flew Over the Cuckoo’s Nest) ist ein 1962 erschienener Roman des US-amerikanischen Schriftstellers und Aktionskünstlers Ken Kesey. Der Autor, der unter anderem als Aushilfspfleger in einer psychiatrischen Anstalt gearbeitet hatte und über Erfahrungen mit psychotropen Substanzen verfügte, thematisiert in dem Roman die Abläufe einer geschlossenen psychiatrischen Anstalt im US-Bundesstaat Oregon und ihre Auswirkung auf den menschlichen Geist, wobei der Roman als Kritik am Behaviorismus gilt.
Er ist eine Parabel über die als totalitäres System empfundene Gesellschaft, die dem Individuum nur die Wahl zwischen unterwürfiger Selbstaufgabe oder aber Ausschluss und Bestrafung lasse. Bereits ein Jahr nach dem Erscheinen wurde ein Theaterstück, das Dale Wasserman auf der Basis des Romans verfasste, am Broadway aufgeführt. 1975 kam der von Miloš Forman gedrehte gleichnamige Film in die Kinos und wurde unter anderem mit mehreren Oscars ausgezeichnet.
Einer flog über das Kuckucksnest gilt heute als ein wichtiges Werk der amerikanischen Literatur des 20. Jahrhunderts. Die britische Zeitung The Guardian zählte ihn 2009 zu den 1000 Romanen, die jeder gelesen haben muss. Das Magazin Time nahm den Roman in die besten 100 englischsprachigen Romane auf, die zwischen 1923 und 2005 veröffentlicht wurden. Die Wahl wurde damit begründet, dass der Roman gleichzeitig eine Allegorie des Individualismus und ein herzzerreißendes Psychodrama sei, das niemals sentimental werde.

## Titel
Der Titel des Romans leitet sich von einem englischen Kinderreim ab. Die Verse
... one flew east, one flew west,
One flew over the cuckoo’s nest,
sind der Romanhandlung vorangestellt. Die Verse tauchen ein zweites Mal auf, wenn der Erzähler sich daran erinnert, wie er gemeinsam mit seiner Großmutter den in der Sonne trocknenden Lachs bewachte und sie die Kinder über Stunden mit dem Abzählreim beschäftigte.
Tingle, tingle, tangle toes
she’s a good fisherman,;
catches hens,
puts ’em inna pens....
wire blier, limber lock,
three geese inna flock....
One flew east,
And one flew west,
And one flew over the cuckoo’s nest.
Die Absurdität des Abzählreims besteht darin, dass drei Gänse (geese), die in einem Schwarm (flock) fliegen, nicht gleichzeitig in verschiedene Richtungen (east, west) fliegen können und der Kuckuck kein Nest baut. „Cuckoo“ hat in der amerikanischen Umgangssprache auch die Bedeutung „verrückt“. Das „cuckoo’s nest“ kann daher für die psychiatrische Anstalt stehen.

## Handlung
Der Roman wird aus Sicht von „Chief“ Bromden erzählt, einem hünenhaften Halbindianer, den seine Mitinsassen und das Personal der Anstalt für taubstumm halten. Als solcher hat Bromden in der Anstalt unter anderem Putzdienst und wird deshalb Zeuge zahlreicher Vorgänge der Anstalt, die den anderen Anstaltsinsassen verborgen bleiben. Während seiner Schulzeit war Bromden ein Football-Star, der Schulzeit folgte ein dann allerdings abgebrochenes Studium an einem College und er war Teilnehmer an den Kampfhandlungen des Zweiten Weltkriegs. Nach seiner Rückkehr wird er Zeuge, wie sein Vater, Häuptling seines Stammes, von Regierungsangestellten und seiner weißen Ehefrau gedemütigt und um das Land seines Stammes betrogen wird. Bromden verfällt daraufhin in eine tiefe Depression und beginnt zu halluzinieren. Der seit langer Zeit in der Anstalt lebende Bromden wurde als paranoid schizophren diagnostiziert, er ist davon überzeugt, dass die Gesellschaft draußen von einer Institution beherrscht wird.
Bromdens Erzählungen konzentrieren sich auf den rebellischen Randle Patrick McMurphy, der zu Beginn der Handlung in die Anstalt eingeliefert wird. McMurphy wurde wegen Gewalttätigkeiten und Wettspiels zu einer mehrmonatigen Gefängnisstrafe verurteilt. Um der Arbeit auf der Gefängnisfarm zu entgehen, simuliert er eine psychische Erkrankung. McMurphy erlebt die Anstalt als ein menschenverachtendes System, das unter der Herrschaft der kaltherzigen und machtbesessenen Oberschwester Mildred Ratched steht. Die Insassen werden mit Medikamenten und Elektroschocks ruhiggestellt und jeder Ansatz zu Eigenständigkeit im Keim erstickt. McMurphy macht es sich zum Sport, Oberschwester Ratched herauszufordern, und schließt mit seinen Mitinsassen Wetten ab, wann er sie mürbe hat. Unter seiner Führung spielen die Männer Karten um Geld oder Zigaretten, er leitet das Basketball-Team seiner Station, kommentiert Oberschwester Ratcheds Figur und stiftet seine Mitinsassen zu dem vergeblichen Versuch an, das Endspiel der Baseballmeisterschaft live im Fernsehen zu sehen. McMurphy macht seinen Mitinsassen auch bewusst, auf welche Weise sie von Oberschwester Ratched angestiftet werden, einander zu demütigen und bloßzustellen. Seinen vergeblichen Versuch, im Waschraum einen schweren Sockel herauszureißen, kommentiert McMurphy mit den Worten „But I tried, though“ – „Ich habe es immerhin versucht“. Es ist für einen Teil seiner Mitinsassen der Anlass, sich selbst mehr und mehr gegen die Anstaltsbedingungen zu wehren.
McMurphy hatte seine Zeit in der Anstalt in dem Irrglauben angetreten, dass er nach Ablauf der wenigen Monate, die ihm noch zum vollständigen Verbüßen seiner Haftzeit fehlten, auch aus der Anstalt entlassen wird. Sein Verhalten ändert sich erstmals, als ihm bewusst wird, dass dies nicht der Fall sein wird. Seine Entlassung wird erst dann stattfinden, wenn Oberschwester Ratched ihn für geheilt erklärt. Ähnlich erschüttert ist er davon, dass ein großer Teil seiner Mitinsassen freiwillig in der Anstalt ist, weil sie mit dem Leben draußen nicht zu Rande kommen. Die Enttäuschung über McMurphys Einordnung in das System, nachdem er erfahren hat, wie viel von Oberschwester Ratcheds Urteil abhängt, treibt den Mitinsassen Cheswick dazu, sich im Schwimmbecken zu ertränken. Cheswick war einer der Ersten, die unter dem Einfluss McMurphys aufblühten und sich gegen ihre Entmündigung durch Oberschwester Ratched wehrten. McMurphy ist jedoch wesentlich beteiligt, dass ein Teil seiner Mitinsassen einen gemeinsamen Ausflug zum Hochseefischen antritt; einen Ausflug, den Oberschwester Ratched vergeblich zu verhindern versucht. Eine Auseinandersetzung kurz nach der Rückkehr von diesem Ausflug führt dazu, dass Chief Bromden und McMurphy einer Elektrokonvulsionstherapie unterzogen werden, um ihre selbstzerstörerischen Tendenzen zu therapieren. Diese überstehen beide scheinbar unbeschadet. Es bestärkt beide Männer, die sich zunehmend miteinander anfreunden, in ihrem Wunsch, aus der Anstalt auszubrechen. Erst in der finalen Schlüsselszene erkennt Bromden jedoch, wie stark McMurphy Schaden durch diese Therapie genommen hat und dass er nur noch wegen der anderen Insassen den nicht bezwingbaren Rebellen spielt.
Am Tag der geplanten Flucht holt McMurphy seine Freundin Candy und deren Freundin Rose auf die Station, indem er den Nachtwächter besticht. Sie betrinken sich, und der junge, schüchterne und stotternde Mitpatient Billy Bibbitt hat mit Candy zum ersten Mal in seinem Leben Sex, nachdem McMurphy ihn dazu gedrängt hat. Während sie betrunken darauf warten, dass Bibbitt zurückkommt, schlafen sie ein und versäumen so ihre Chance, zu entkommen.
Als Schwester Ratched beim Durchzählen der Insassen der verwüsteten Station feststellt, dass Billy fehlt, lässt sie die Räume absuchen und entdeckt ihn schließlich gemeinsam mit Candy in einem der Räume. Erst tritt der umjubelte Billy mit Stolz und ohne Stottern vor Schwester Ratched und die Insassen, aber als ihm die Schwester droht, alles seiner Mutter zu erzählen, bringt er sich aus Angst vor Schwester Ratcheds Drohung um. Als diese auf Billys Tod hin McMurphy damit konfrontiert, dass er die Schuld nicht nur an Cheswicks, sondern auch an Billys Tod trage, greift McMurphy sie physisch an. Er zerreißt ihre Uniform, so dass ihre nackten Brüste für alle sichtbar sind, und versucht sie zu erwürgen. Er wird schließlich von den Wärtern überwältigt, die anfangs tatenlos zusahen, und fällt mit einem Schrei zu Boden, den Bromden mit dem Laut eines in die Enge getriebenen Tieres vergleicht, das weiß, dass es sterben wird.
In den Wochen nach dem Angriff ändert sich vieles auf der Station: Der für die Station zuständige Arzt wird gezwungen, seine Entlassung zu beantragen. Fünf der Insassen verlassen kurz nach dem Vorfall die Anstalt und sechs weitere werden anderen Stationen zugewiesen. Als Oberschwester Ratched nach einer Woche auf die Station zurückkehrt, konfrontiert Harding, einer der Insassen, sie auf aggressive Weise, und sie ist nicht in der Lage, ihre vorherige Dominanz über die Patienten zurückzugewinnen. Nach drei Wochen wird auch McMurphy auf die Station zurückgebracht. Durch die Lobotomie, die an ihm vorgenommen wurde, vegetiert er nur noch dahin. Es scheint, als habe Oberschwester Ratched den Machtkampf zwischen ihr und ihm gewonnen. Bromden ist sich jedoch einer Sache sicher:

“...he wouldn’t have left something like that sit there in the day room with his name tacked on it for twenty or thirty years so the Big Nurse could use it as an example of what can happen if you buck the system.”

„...er [McMurphy] hätte niemals zugelassen, das so etwas mit seinem Namen dran die nächsten zwanzig oder dreißig Jahre im Tagesraum herumsitzt, so dass es der Oberschwester als Beispiel dafür diene, was passieren kann, wenn man das System zu unterlaufen versucht.“

Bromden erstickt McMurphy mit einem Kissen und flieht in derselben Nacht aus der Anstalt.

## Entstehungsgeschichte
Einer flog über das Kuckucksnest ist Ken Keseys erster veröffentlichter Roman. 1959, als er an einem anderen Roman arbeitete und er an Geldmangel litt, nahm er am Veterans Hospital im kalifornischen Menlo Park am CIA-Forschungsprogramms MKULTRA teil, bei dem die Auswirkung psychoaktiver Drogen getestet wurden. Wenig später arbeitete er am selben Krankenhaus als Aushilfe auf einer psychiatrischen Station. Beide Erfahrungen beeinflussten die Entstehung von Einer flog über das Kuckucksnest. Der Roman wurde 1962 veröffentlicht, erhielt positive Besprechungen und war sofort ein Verkaufserfolg. Die deutsche Erstausgabe, übersetzt von Hans Hermann, folgte 1972 im März Verlag, 1982 erschien die bis heute (als 24. Auflage von 2003) erhältliche Taschenbuchausgabe beim Rowohlt Verlag (rororo) in Reinbek bei Hamburg. Die Bühnenfassung von Dale Wasserman ist 1976 beim S. Fischer Verlag in Frankfurt am Main erschienen. 2007 ist die gekürzte Hörbuchversion auf 6 CDs bei Patmos in Düsseldorf erschienen.

## Bühnen- und Filmfassung

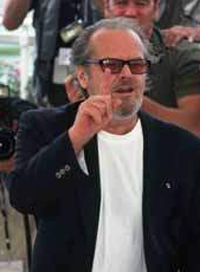
Jack Nicholson, Cannes 2001

Eine von Dale Wasserman geschriebene Theaterfassung wurde bereits 1963 am Broadway in New York aufgeführt. Kirk Douglas, der zuvor die Rechte erworben hatte, den Roman auf die Bühne zu bringen, und auch die Filmrechte besaß, spielte die Hauptrolle. Gene Wilder spielte bei der Uraufführung den Billy Bibbit. Kirk Douglas gelang es nicht, ein Filmstudio für eine Verfilmung des Romans zu begeistern. Er überließ schließlich die Filmrechte seinem Sohn Michael Douglas.
Michael Douglas produzierte den gleichnamigen Film, der 1975 in die Kinos kam, zusammen mit Saul Zaentz. Die Produktionsfirma Fantasy Films besaß einen Distributionsvertrag mit United Artists. Der Film erhielt eine Reihe von Auszeichnungen, darunter fünf Oscars: Bester Film, Beste Regie (Miloš Forman), Bestes adaptiertes Drehbuch, Bester Hauptdarsteller (Jack Nicholson), Beste Hauptdarstellerin (Louise Fletcher). Damit war der Film nach Es geschah in einer Nacht (1935) von Frank Capra der zweite Film, der in den fünf wichtigsten Kategorien – den sogenannten Big Five – einen Oscar gewinnen konnte. Einer flog über das Kuckucksnest festigte nicht nur Jack Nicholsons Ruf als Charakterdarsteller, sondern verhalf auch mehreren Schauspielern zum Durchbruch: Christopher Lloyd (Zurück in die Zukunft I–III), Brad Dourif und Danny DeVito gaben in diesem Film ihr Debüt.
Der Film unterscheidet sich in mehreren Punkten vom Roman. Er hat eine andere Erzählperspektive, die paranoiden Phantasien Bromdens sind ausgeklammert und erst sehr spät in der Handlung wird deutlich, dass Bromden sich nur taubstumm stellt. Anders als im Film lehnen die Anstaltsinsassen im Roman Oberschwester Ratched von Beginn an ab, ihnen gelingt es lediglich nicht, sich gegen ihre Tyrannei zu wehren. Der Selbstmord Cheswicks, der im Roman eine der Schlüsselszenen ist, fehlt im Film. Der Angelausflug der Insassen ist im Film ein Akt der Rebellion, bei dem McMurphy einen Bus kapert, im Roman dagegen ein widerwillig geduldeter Ausflug, den Oberschwester Ratched zu verhindern versucht, indem sie die Gefahren einer solchen Bootstour in den Vordergrund stellt.

### Prequel-Serie
In der von Ryan Murphy mitentwickelten Serie Ratched (2020) wird die junge Oberschwester Ratched von Sarah Paulson dargestellt.

## Ausgaben
- Einer flog über das Kuckucksnest (übersetzt von Hans Hermann), 24. Auflage Rowohlt, Reinbek bei Hamburg 2003 (deutsche Erstausgabe bei: März, Frankfurt am Main 1972, ISBN 3-87319-111-3), ISBN 978-3-499-15061-6 (= rororo 1561).
- One Flew Over the Cuckoo’s Nest. New American Library; TB-Reprint, ISBN 0-451-16396-6.
- One Flew Over the Cuckoo’s Nest. Penguin Books, ISBN 978-1-1012-0904-2 (E-Book).
- Einer flog über das Kuckucksnest. Erzählt von Dominic Raacke. Hörbuch auf 6 CDs, 463 Minuten. Patmos, Düsseldorf 2007, ISBN 978-3-491-91230-4.

## Theaterfassung
- Dale Wasserman: Einer flog über das Kuckucksnest. Ein Stück in 2 Akten. Nach dem Roman von Ken Kesey. (Originaltitel: One Flew Over the Cuckoo’s Nest). Deutsch von Jürgen Fischer. S. Fischer, Frankfurt am Main 1976, 131 S.

## Sekundärliteratur
- L. Horst: Bitches, Twitches, and Eunuchs: Sex Role Failure and Caricature in Pratt, J, One Flew Over the Cuckoo’s Nest: Text and Criticism. Penguin Books, 1996.
- M.G. Porter: One Flew Over the Cuckoo’s Nest: Rising to Heroism. Twayne Publishers, Boston 1989.
- E. Safer: The Contemporary American Comic Epic: The Novels of Barth, Pynchon, Gaddis, and Kesey, Wayne State University Press, Detroit 1988.

## Hörbücher
- 2007 (Audible): One Flew Over the Cuckoo's Nest (gelesen vom Autor).
- 2007: Einer flog über das Kuckucksnest. Erzählt von Dominic Raacke. 6 CDs, 463 min, Düsseldorf: Patmos Verlagshaus, ISBN 978-3-491-91230-4.

## Einzelbelege
1. ↑  Andrew Foley: Allegories of freedom: Individual liberty and social conformity in Ken Kesey's one flew over the Cuckoo's Nest. In: Journal of Literary Studies. Band 17, Nr. 1, 2001, S. 31–57, doi:10.1080/02564710108530273.
2. ↑   1000 Novels everyone must read: the definitive List, abgerufen am 9. Juni 2014.
3. ↑   Time: Die besten 100 Romane, abgerufen am 9. Juni. Im Original lautet die Begründung:  Both an allegory of individualism and a heart-tearing psychological drama, One Flew Over the Cuckoo’s Nest manages to be uplifting without giving an inch to the seductions of sentimentality.
4. ↑   One Flew Over the Cuckoo’s Nest. Penguin Books, ISBN 978-1-1012-0904-2 (E-Book), S. 270
5. ↑  Zitiert nach One Flew Over the Cuckoo’s Nest. Penguin Books, ISBN 978-1-1012-0904-2 (E-Book), S. 119.
6. ↑  Die relevante Stelle lautet im Original „It was us that had been making him go on for weeks, keeping him standing long after his feed and lege had given out, weeks of making him wink and grin and laugh and go on with his act long after his humour had been parched dry between two electrodes“. Zitiert nach One Flew Over the Cuckoo’s Nest. Penguin Books, ISBN 978-1-1012-0904-2 (E-Book), S. 302.
7. ↑  Die relevante Stelle lautet im Original „First Charles Cheswick and now William Bibbit! I hope you’re finally satisfied. Playing with human lives - gambling with human lives - as if you thought yourself to be a „God““. Zitiert nach One Flew Over the Cuckoo’s Nest. Penguin Books, ISBN 978-1-1012-0904-2 (E-Book), S. 302
8. ↑  Die relevante Stelle lautet im Original „A sound of cornered-animal fear and hate and surrender and deviante, that if you ever Trailer Zoon or cougar or lynx is like the last sound the treed and shot and falling animal makes as the dkogs get him, when he finally doesn’t care anymkore about anything, but himself and his dying“. Zitiert nach One Flew Over the Cuckoo’s Nest. Penguin Books, ISBN 978-1-1012-0904-2 (E-Book), S. 303.
9. ↑  Zitiert nach One Flew Over the Cuckoo’s Nest. Penguin Books, ISBN 978-1-1012-0904-2 (E-Book), S. 303.
10. ↑   Einleitung zu One Flew Over the Cuckoo’s Nest. Penguin Books, ISBN 978-1-1012-0904-2 (E-Book), S. 303.